# Port lotniczy Makindu
Port lotniczy Makindu (ICAO: HKMU) – port lotniczy położony w Makindu, w Prowincji Wschodniej, w Kenii.